# Miami Lakes
Miami Lakes es un pueblo ubicado en el condado de Miami-Dade en el estado estadounidense de Florida. Está solamente a 16 millas al norte del centro de Miami y a 10 millas del aeropuerto internacional de Miami. Este condado es conocido como una de las zonas más bellas del sur de la Florida, por las numerosas calles arboladas que lo forman y las pequeñas lagunas que rodean parte de las propiedades.
En el Censo de 2010 tenía una población de 29.361 habitantes y una densidad poblacional de 1.737,64 personas por km².

## Geografía
Miami Lakes se encuentra ubicado en las coordenadas 25°55′1″N 80°19′14″O / 25.91694, -80.32056. Según la Oficina del Censo de los Estados Unidos, Miami Lakes tiene una superficie total de 16.9 km², de la cual 14.59 km² corresponden a tierra firme y (13.64%) 2.31 km² es agua.

## Demografía
Según el censo de 2010, había 29.361 personas residiendo en Miami Lakes. La densidad de población era de 1.737,64 hab./km². De los 29.361 habitantes, Miami Lakes estaba compuesto por el 91.75% blancos, el 3.28% eran afroamericanos, el 0.09% eran amerindios, el 1.46% eran asiáticos, el 0.01% eran isleños del Pacífico, el 1.79% eran de otras razas y el 1.62% pertenecían a dos o más razas. Del total de la población el 81.15% eran hispanos o latinos de cualquier raza.

## Gobierno
El Departamento de Policía de Miami-Dade gestiona la Northwest District Station en Miami Lakes.
El Departamento de Bomberos y Rescate de Miami-Dade gestiona las Estaciones de Bomberos No. 1 Miami Lakes y No. 64 Miami Lakes West.

## Educación
Las Escuelas Públicas del Condado de Miami-Dade gestiona escuelas públicas.